# Agali II (aldea)
Agali II o Pueblo de Agali II (en azerí: İkinci Ağalı) es un pueblo del Raión de Zangilán de Azerbaiyán. Está situado a orillas del Río Hakari.

## Historia
En 1993 el pueblo Agali II fue ocupado por las fuerzas armadas de Armenia durante la primera guerra del Alto Karabaj.
El 28 de octubre de 2020, durante la segunda guerra del Alto Karabaj, el presidente de Azerbaiyán, Ilham Aliyev, anunció la liberación de la aldea de Agali II por las Fuerzas Armadas de Azerbaiyán.
El 14 de febrero de 2021, el presidente de Azerbaiyán visitó el territorio de las aldeas de Agali I, Agali II y Agali III y anunció que la restauración de estas aldeas comenzaría en los próximos meses. Este pueblo fue uno de los primeros pueblos restaurados en Karabaj. Un total de 1.000 personas se alojarán en la Aldea Inteligente de Agali.
El 26 de octubre de 2021 se llevó a cabo una ceremonia oficial de bienvenida para el presidente de Turquía, Recep Tayyip Erdoğan, en el pueblo de Agali.